# Reinhardt Cabano
Karl Reinhardt Cabano, auch Karl Reinhard Cabano (28. Februar 1836 in Augustusburg – 1920 in Schwerin) war ein Theaterschauspieler und -regisseur.

## Leben
Seine Eltern gehörten ebenfalls der Bühne an. Er wollte sich in Stuttgart für den landwirtschaftlichen Beruf vorbereiten, durch häufige Besuche des dortigen Hoftheaters entdeckte er seine Neigung für den Schauspielberuf. Er bat einen Jugendfreund seiner Mutter, den Schauspieler Karl Grunert, ihm Unterricht zu erteilen.  Bei Ferdinand Stolte setzte er den Unterricht fort. Bereits 1858 hatte Cabano in Altona sein erstes Engagement.  Von dort kam er nach Chemnitz, danach nach Zürich, Brünn, Freiburg, Graz, Coburg-Gotha, Breslau, Altenburg, und Nürnberg, von wo er einem Ruf an das Hoftheater in Schwerin folgte. Dort war er bis mindestens 1902 nicht nur als Schauspieler, sondern auch als Theaterregisseur tätig. Seine Paraderolle war Shylock im Kaufmann von Venedig.
Verheiratet war er mit der am Altenburger Hoftheater engagierten Theaterschauspielerin Marie Cabano.